# Meg Mac
Megan Sullivan McInerney (Sídney, 6 de julio de 1990), conocida por su nombre artístico Meg Mac, es una cantautora australiana. En 2014, firmó a nivel local con littleBIGMAN Records, y con 300 Entertainment en los Estados Unidos.

## Primeros años
Mac comenzó a cantar tan pronto como comenzó a hablar. Siendo adolescente, escribió sus primeras canciones. Comenzó a estudiar un grado de Comunicación Digital, pero pronto lo abandonó después de mudarse a Perth para estudiar música en la Academia de Australia Occidental de Artes Escénicas. 
Después de graduarse, grabó la canción «Known Better» y la envió a la programación de la estación de radio australiana Triple J Unearthed. Tras haberse mudado nuevamente a Melbourne, Mac pudo escuchar su canción en la radio mientras viajaba con varios amigos.

## Carrera musical

### 2013-2017: inicios de carrera yLow Blows
Gracias al apoyo de la estación Triple J, la carrera de Mac comenzaba a tener un gran éxito. Fue la Artista Destacada de la Semana en 2013 y Artista Destacada del Año en 2014.
En julio de 2014, Mac anunció su primera gira nacional para promocionar su EP debut, MegMac, que se publicó el 12 de septiembre de ese año en littleBIGMAN Records. Además de los reconocimientos de la estación Triple J, la artista estuvo nominada al premio de Mejor Nuevo Talento de la revista Rolling Stone Australia.
El 15 de agosto de 2015, Mac logró su primera aparición en el top 50 de las listas de singles de ARIA con su sencillo «Never Be», alcanzando el número 39. De ese modo, superaba su primero top 100 alcanzado por su canción «Roll Up Your Sleeves» en agosto de 2014. Por ello, en los premios musicales de ARIA de 2015, la artista fue nominada a Mejor Artista Femenina por su EP MegMac y a Artista Revelación por «Never Be». El álbum debut de Mac, Low Blows, se lanzó el 14 de julio de 2017  y entró en la lista de la ARIA en el número 2.

### 2018-2021:Hope
En octubre de 2018, Mac lanzó el sencillo «Give Me My Name Back». La artista declaró a Billboard: 

Es una canción para aquellos que han sufrido abusos físicos y emocionales, es para las mujeres que se están alzando y manifestando, para aquellos discriminados dentro de la comunidad LGBTQI, para la población indígena de Australia y para los niños corrompidos por la Iglesia. Para cualquiera que haya perdido una parte fundamental de sí mismo y que necesite reclamar su identidad, dignidad y autoestima y seguir adelante con sus vidas.

Su segundo álbum de estudio fue anunciado el 12 de abril de 2019 bajo el título de Hope. En 2018, Mac colaboró con Dan Sultan en su álbum Killer Under a Blood Moon, grabado y producido por Jan Skubiszenwski. El álbum fue nominado a dos premios ARIA  y debutó en el número 5 en la lista de álbumes de la ARIA.

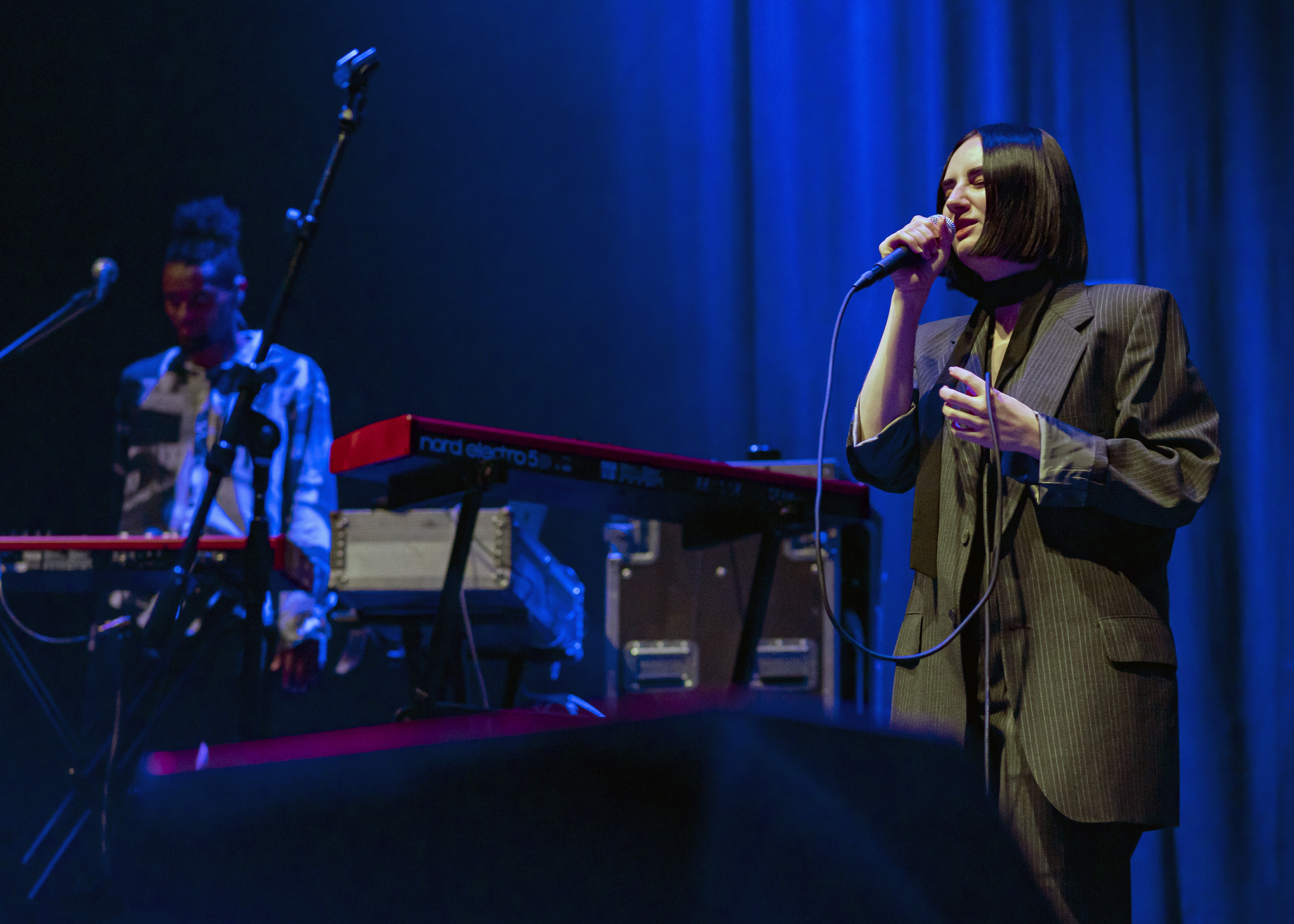
Mac actuando en 2022

### 2022:Matter of Time
En marzo de 2022, Mac lanzó la canción «Is It Worth Being Sad». La artista declaró por entonces:

Estaba huyendo de mis problemas. Estaba viviendo en paz finalmente y pensaba que ya lo había descubierto todo, y era todo como navegar tranquilamente hacia delante. Esta canción fue como mi primer paso, aunque no lo sabía por entonces.  

A esta canción le siguió «On My Mind», publicada el 30 de marzo de 2022, junto al anuncio de una nueva gira por Australia, que comenzaría en mayo de ese año.
En julio de 2022, Mac anunció su tercer álbum de estudio, Matter of Time, el cual fue publicado oficialmente el 16 de septiembre de 2022. El álbum fue precedido por los dos sencillos mencionados anteriormente y por «Only Love», «Letter» y «Understand». Debutó en el número 1 de las listas de la ARIA. El 29 de noviembre de 2022, Mac lanzó un EP en vivo de cinco pistas titulado Live At Golden Retriever. 

## Discografía
- Low Blows (2017)
- Hope (2019)
- Matter of Time (2022)

## Premios y nominaciones

### Premios ARIA
Los ARIA Music Awards son un evento de entrega de premios celebrando la industria musical australiana. 
| Año  | Trabajo nominado | Premio                     | Resultado | Ref.   |
| ---- | ---------------- | -------------------------- | --------- | ------ |
| 2023 | Matter of Time   | Mejor artista en solitario | Nominada  | [ 24 ] |

### Premios J
Los J Awards son una serie de premios musicales de la música australiana, entregados anualmente. Son organizados por la Corporación de Radiodifusión Australiana (ABC), en relación con la estación de radio Triple J. 
| Año  | Trabajo nominado | Premio                      | Resultado | Ref.   |
| ---- | ---------------- | --------------------------- | --------- | ------ |
| 2014 | Ella misma       | Artista Descubierta del Año | Ganadora  |        |
| 2017 | Low Blows        | Álbum australiano del año   | Nominada  |        |
| 2022 | Matter of Time   | Álbum australiano del año   | Nominada  | [ 25 ] |

### Premios MTV Europe Music Awards
Los MTV Europe Music Awards son una serie de premios otorgados por la EMEAA para hacer honor los artistas de música pop. 
| Año  | Premio                      | Resultado | Ref.   |
| ---- | --------------------------- | --------- | ------ |
| 2017 | Mejor actuación australiana | Nominada  | [ 26 ] |

### Premios Victoria de Música
Los Music Victoria Awards son una serie de premios a artistas musicales del estado de Victoria, en Australia. Se celebran desde 2006. 
| Año  | Premio                 | Resultad | Ref.   |
| ---- | ---------------------- | -------- | ------ |
| 2017 | Mejor artista femenina | Nominada | [ 27 ] |

### National Live Music Awards
Los National Live Music Awards son una serie de premios celebrados desde 2016 en los que se galardona la música en directo de la industria australiana.
| Año  | Premio                           | Resultado | Ref.   |
| ---- | -------------------------------- | --------- | ------ |
| 2016 | Logro Internacional en Solitario | Nominada  | [ 28 ] |
| 2017 | Voz en directo del año           | Nominada  | [ 29 ] |
| 2019 | Logro Internacional en Solitario | Nominada  | [ 30 ] |